# Interstellair object

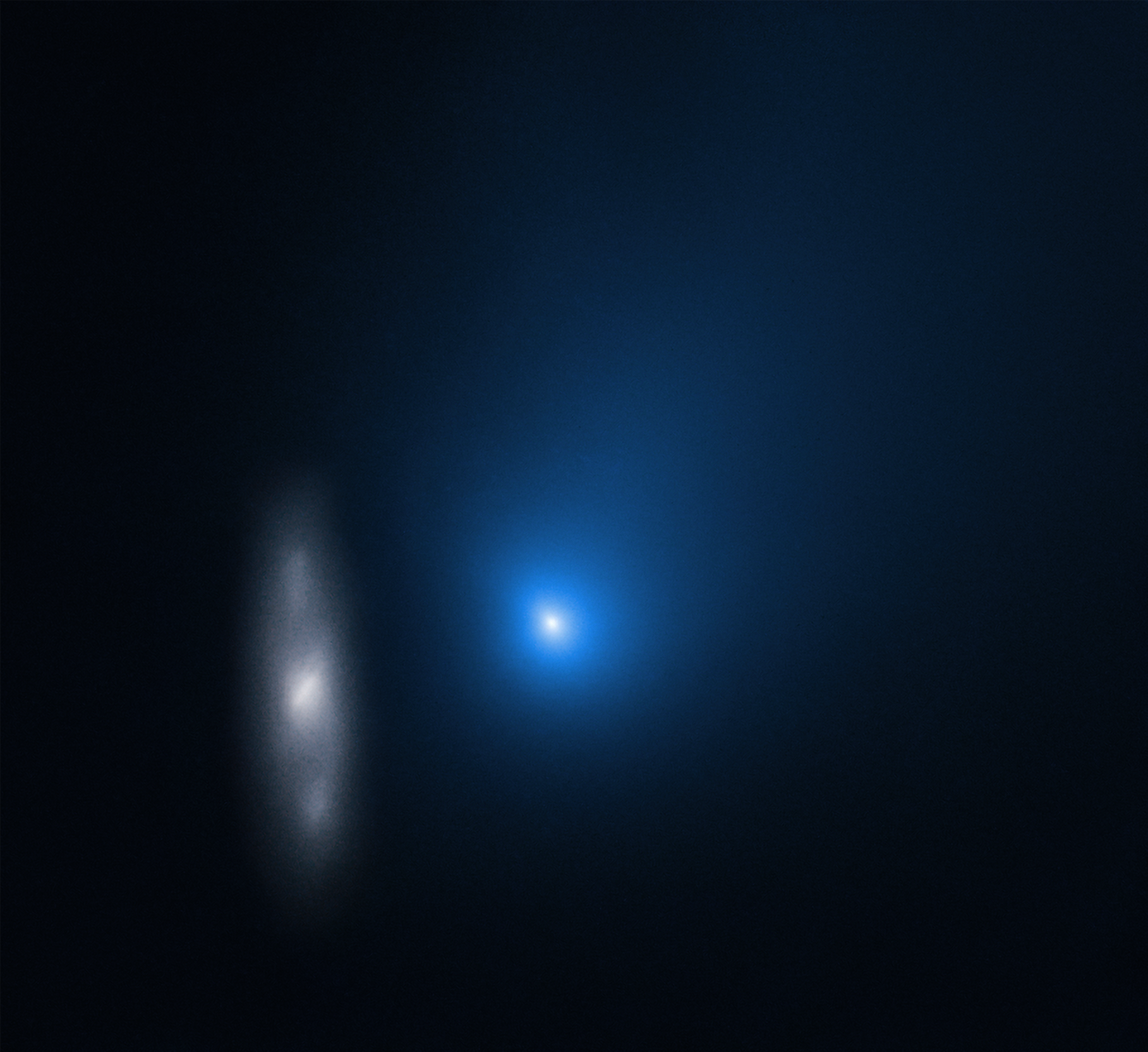
Foto van 2I/Borisov naast een verafgelegen sterrenstelsel (2019)

Een interstellair object is een hemellichaam (zoals een asteroïde, komeet of solitaire planeet) in de interstellaire ruimte dat niet via de zwaartekracht aan een ster gebonden is (en zelf ook geen ster is). De term kan ook worden gebruikt voor een object dat zich op een interstellaire baan bevindt maar tijdelijk dicht bij een ster passeert, zoals bepaalde asteroïden en kometen (inclusief exokometen).
De eerste interstellaire objecten die door astronomen ontdekt werden, zijn solitaire planeten die uit hun oorspronkelijke sterrenstelsel zijn geraakt. In 2017 werd voor het eerst een interstellair object dat in ons zonnestelsel passeerde gedetecteerd, namelijk 1I/ʻOumuamua. In 2019 werd dit gevolgd door de ontdekking van 2I/Borisov. Het wordt anno 2023 nog onderzocht of de in 2014 in de Stille Oceaan neergestorte CNEOS 2014-01-08 ook een interstellair object was. In juli 2025 passeerde het object 3I/ATLAS.
1I/ʻOumuamua (2017-2018) · 2I/Borisov (2019) · 3I/ATLAS (2025)